# Enfrentamientos en Yenín de julio de 2023
Los enfrentamientos en Yenín de julio de 2023 fueron una serie de enfrentamientos que tuvieron lugar entre el 3 y el 5 de julio de 2023, iniciados cuando el ejército israelí llevó a cabo un gran asalto al campamento de refugiados de Yenín en la ciudad palestina de Yenín, en Cisjordania (Palestina). El gobierno israelí declaró que el objetivo de la operación, denominada "Operación Hogar y Jardín", era atacar a los militantes dentro del campamento.
El ataque comenzó en la madrugada del 3 de julio y provocó la muerte de al menos diez palestinos y heridas a otros 100. El ejército enfatizó que la operación era "una en una serie", limitada al área del campo de refugiados en Yenín. Hasta 500 familias palestinas se vieron obligadas a abandonar sus hogares debido al ataque israelí.
El asalto fue la mayor incursión y despliegue de fuerza aérea contra militantes en Cisjordania en 20 años, desde los combates de la Segunda Intifada (2000-2005). Los líderes militares y políticos israelíes parecían tener puntos de vista diferentes sobre la escala y la intención de la operación.

## Antecedentes
El campo de refugiados de Yenín se estableció en 1953 y alberga a refugiados palestinos que huyeron o fueron expulsados por las fuerzas israelíes en la guerra árabe-israelí de 1948 . Tiene una población estimada de 18.000 habitantes y sufre altos índices de pobreza y desempleo. Ha sufrido numerosos incidentes en el conflicto israelí-palestino. Desde la escalada de violencia entre israelíes y palestinos en la primavera de 2022, el campamento de Yenín y su ciudad vecina han seguido siendo un foco de tensión. Yenín ha sido históricamente un bastión de la resistencia armada contra Israel y fue una importante fuente de fricciones durante la Segunda Intifada, y más notablemente durante la batalla de Yenín de 2002. 
En el año 2023, el campo de refugiados ha sido atacado constantemente por las fuerzas israelíes debido a la creencia del gobierno israelí de que alberga a militantes responsables de ataques dentro de Israel. El gobierno israelí ha dado prioridad a la represión del campamento. La incursión tuvo lugar en medio de una creciente violencia en Cisjordania, que incluyó otro enfrentamiento violento en Yenín dos semanas antes, un incidente de lanzamiento de cohetes que se originó en la zona, el primer ataque con drones israelíes en Cisjordania desde 2006 y diversos ataques de colonos contra aldeas palestinas. Además, hubo una creciente presión interna en el gobierno israelí para responder a una serie de ataques contra colonos israelíes, incluido un tiroteo en junio que resultó en la muerte de cuatro israelíes. Miembros influyentes dentro del gobierno del primer ministro Benjamin Netanyahu también han abogado por una represalia militar más amplia para abordar la violencia en curso en la región.

## Ataque
Los enfrentamientos comenzaron con ataques con aviones no tripulados sobre lo que las Fuerzas de Defensa de Israel llamaron "infraestructura terrorista" poco después de la 1 AM. Los ataques aéreos fueron seguidos por el despliegue de tropas que permanecieron dentro del campamento hasta el mediodía. Los combates continuaron durante aproximadamente 14 horas después de que las fuerzas israelíes entraran en el campamento. El portavoz del ejército israelí, el teniente coronel Richard Hecht, reveló que alrededor de 2.000 soldados, que constituyen una fuerza del tamaño de una brigada, participaron en la operación.
Los militares bloquearon carreteras, tomaron el control de casas y edificios y colocaron francotiradores en los tejados. Se utilizaron excavadoras militares para despejar caminos a través de calles estrechas y así facilitar el movimiento de las fuerzas israelíes, lo que provocó daños en los edificios.
Según el Ministerio de Salud de Palestina, al menos 10 palestinos, incluidos tres menores, murieron en el incidente, además de 100 personas que sufrieron heridas, 20 de las cuales se encontraban en estado crítico. La mayor de las víctimas del lunes tenía 23 años. Los periodistas también informaron haber sido blanco de fuego israelí mientras informaban sobre los eventos.
Fuentes palestinas afirmaron que más de 3.000 personas huyeron o fueron evacuadas del campamento para escapar de los combates. La Media Luna Roja palestina declaró que esperaba que el número aumentara en medio de la actividad militar israelí en curso en el área. UNRWA confirmó que muchos refugiados del campamento estaban huyendo. El 7 de julio, constataron que los daños sufridos por el campamento eran importantes: las calles están llenas de escombros, la electricidad y el agua están cortadas en la mayor parte del campamento y muchas casas han quedado destruidas. Una parte importante del centro de salud de UNRWA quedó destruido durante la incursión, y tienen que reparar urgentemente sus propios edificios dañados para reabrir las cuatro escuelas de UNRWA que proporcionan educación a 1700 niños y niñas.

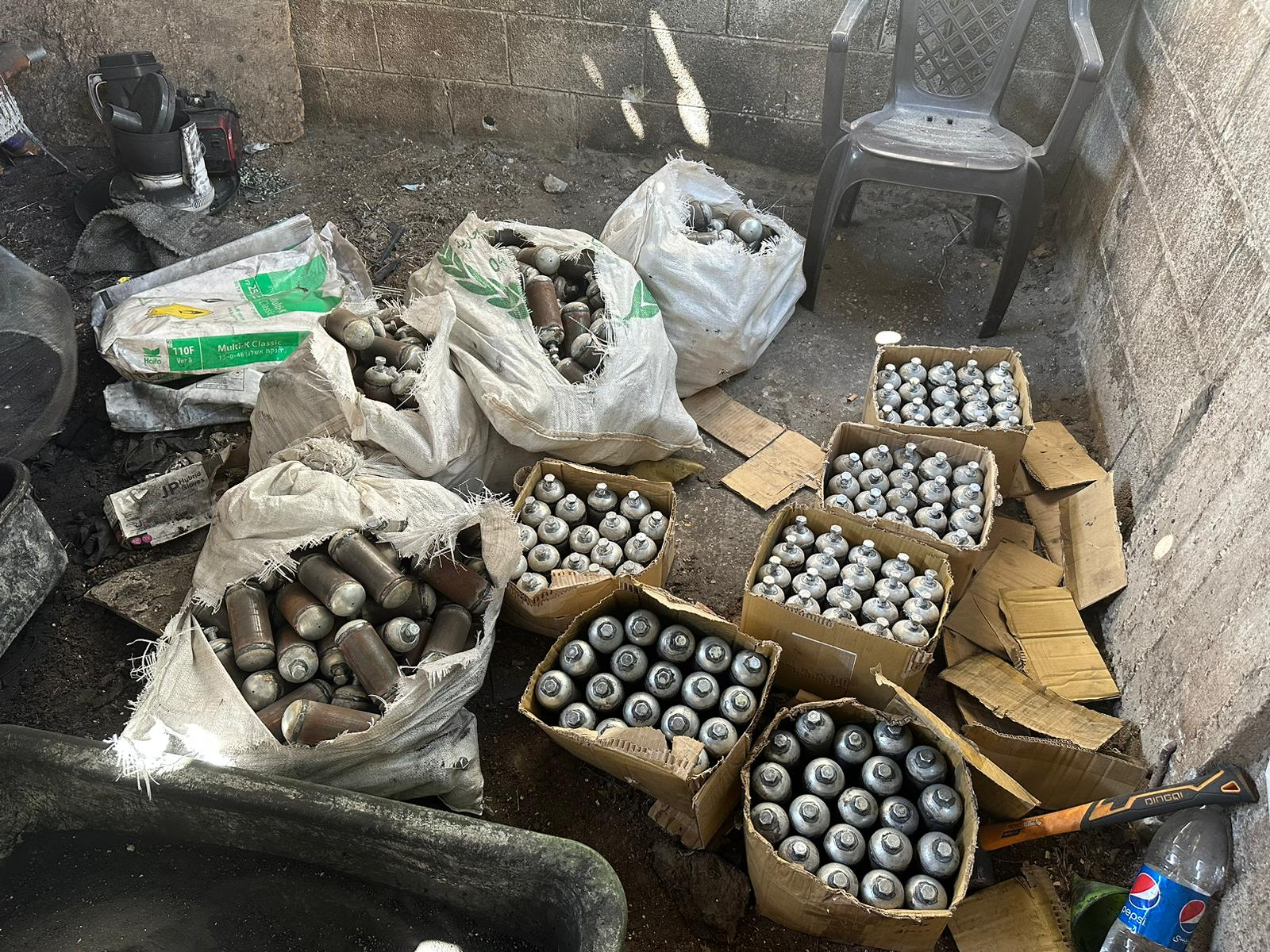
Un alijo de armas encontrado en Yénin, según las Fuerzas israelitas

El ejército israelí declaró que descubrió tres instalaciones involucradas en la producción de armas y confiscó escondites de armas y cientos de explosivos. También informó que los misiles disparados durante la operación alcanzaron un centro de operaciones conjuntas utilizado por militantes de la Brigada de Yenín (un grupo afiliado a la Yihad Islámica palestina), así como una instalación responsable de la fabricación de armas y el almacenamiento de artefactos explosivos.

## Reacciones

### Palestina
Nabil Abu Rudeineh, el portavoz de la presidencia palestina, afirmó que el pueblo palestino no cederá, se rendirá ni retrocederá “ante esta brutal agresión”.

### Internacional
- Organización de las Naciones Unidas:
  - Lynn Hastings, coordinadora humanitaria de la ONU en las áreas palestinas, expresó su preocupación en Twitter sobre la extensa operación militar israelí, señalando que los ataques aéreos ocurrieron en un campo de refugiados densamente poblado.[14]
  - El 6 de julio, el Secretario General de la ONU, Antonio Guterres, condenó el asalto por uso excesivo de la fuerza y dijo que Israel «como poder ocupante, tiene la responsabilidad de asegurar que la población civil sea protegida contra todos los actos de violencia». También dijo que las fuerzas israelíes habían impedido que los heridos recibieran asistencia médica y que los trabajadores humanitarios llegaran hasta los necesitados. Su declaración seguía a otra de tres expertos independientes en derechos humanos de la ONU que declararon que las acciones «representan violaciones flagrantes del derecho y las normas internacionales sobre el uso de la fuerza y pueden constituir un crimen de guerra».[15][16] Israel exigió una retractación y Guterres se negó.[17][18]
- Jordania, Egipto, Emiratos Árabes Unidos: Los gobiernos de Jordania, Egipto y los Emiratos Árabes Unidos han condenado el ataque.[14]
- Unión Europea: Sven Kuehn von Burgsdorff, embajador de la Unión Europea en Cisjordania y la Franja de Gaza, condujo una delegación de oficiales de la ONU y de diplomáticos de 25 países en una visita al campo el 8 de julio. Haciéndose eco de las declaraciones de Guterres, calificó el asalto de violación del derecho internacional y pidió una solución política al conflicto.[19][20][21]
- Hezbolá: condenó los ataques, afirmando que los palestinos poseen "muchas alternativas y medios que harán que el enemigo se arrepienta de sus actos".[14]